# Parc national du Maroc
Au Maroc, un parc national est une région naturelle, exceptionnelle, jouant un important rôle socio-économique, caractérisée par sa richesse biologique et paysagère, des traditions humaines ancestrales et un intérêt scientifique et touristique. 
Les particularités du site justifient une protection et une gestion durable garantissant sa pérennité. L’idée de créer des parcs nationaux et des réserves naturelles au royaume du Maroc date des années trente.
Au Maroc, la création des parcs nationaux est régie par le Dahir du 11 septembre 1934. 
Ces parcs relèvent du Haut Commissariat des Eaux et Forêts et de la Lutte contre la Désertification.
Depuis le sommet de Rio en 1992, le Maroc a développé une stratégie de conservation et de développement des aires protégées ayant identifiées un réseau national de 154 « Sites d’intérêt biologique et écologique » dont 8 Parcs et 146 réserves.

## Liste des parcs nationaux du Maroc

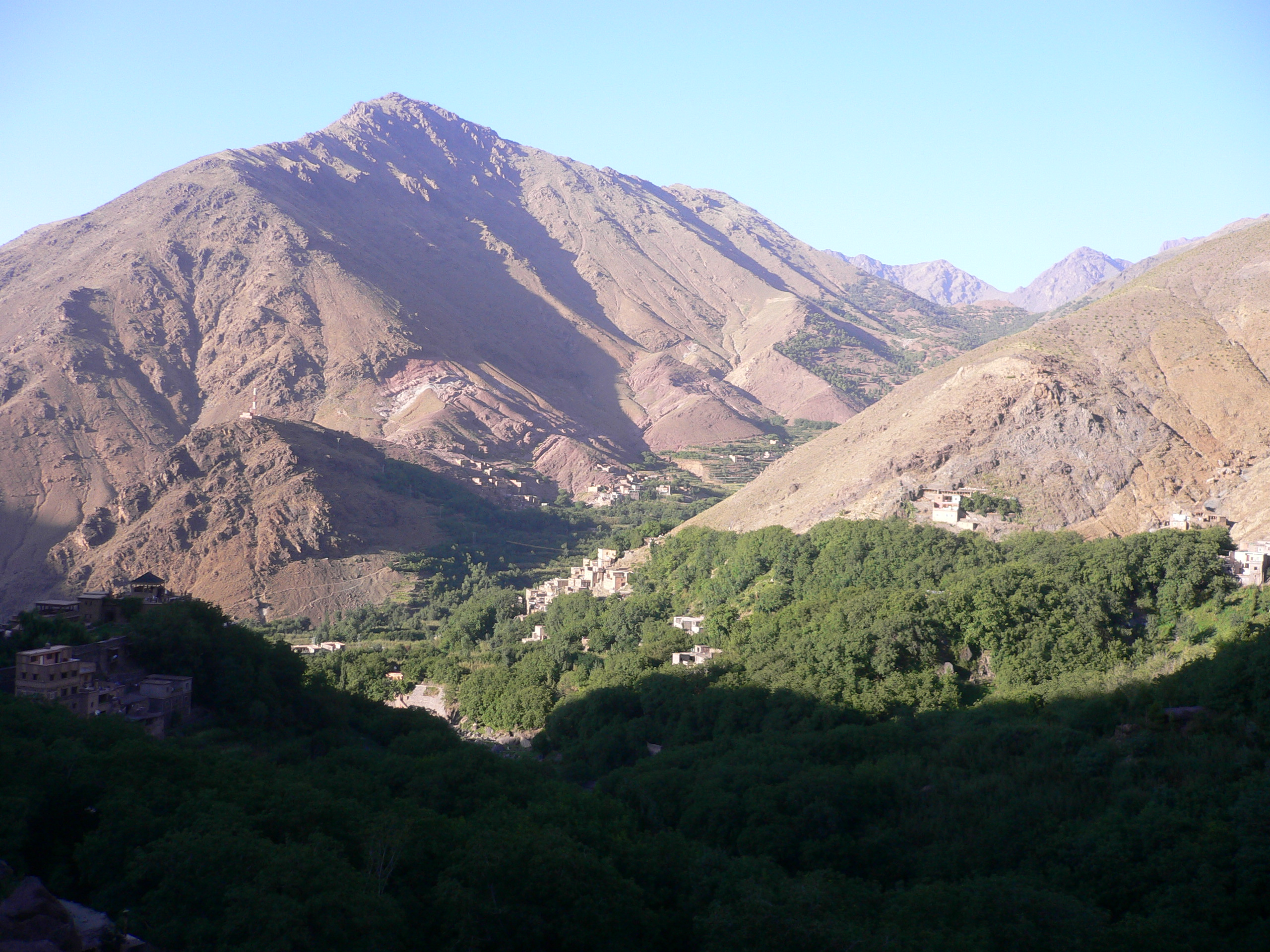
Parc national de Toubkal

## Liste des parcs nationaux du Maroc[1]
| Parc national                        | Année de création | Superficie (km²) | Région                                           | Catégorie IUCN |
| ------------------------------------ | ----------------- | ---------------- | ------------------------------------------------ | -------------- |
| Parc national de Toubkal             | 1942              | 380              | Marrakech-Safi, Drâa-Tafilalet, Souss-Massa      | II             |
| Parc national de Tazekka             | 1950              | 137,37           | Fès-Meknes                                       | II             |
| Parc national de Souss-Massa         | 1991              | 338              | Souss-Massa                                      | II             |
| Parc national d'Iriqui               | 1994              | 1 230            | Drâa-Tafilalet, Souss-Massa                      | II             |
| Parc national d'Al Hoceima           | 2004              | 470              | Tanger-Tétouan-Al Hoceïma                        | II             |
| Parc national de Talassemtane        | 2004              | 580              | Tanger-Tétouan-Al Hoceïma                        | II             |
| Parc national d'Ifrane               | 2004              | 500              | Fès-Meknes                                       | II             |
| Parc national du Haut-Atlas oriental | 2004              | 490              | Béni Mellal-Khénifra, Draâ-Tafilalet             | II             |
| Parc national de Khenifiss           | 2006              | 1 850            | Laâyoune-Sakia El Hamra                          | II             |
| Parc national de Khénifra            | 2008              | 2 027            | Fès-Meknès, Béni Mellal-Khénifra, Drâa-Tafilalet | II             |
| Parc national de Dakhla              | en projet         | 14 160           | Dakhla-Oued Ed Dahab                             | II             |

- Parc faisant partie d'un site Ramsar